# Критерій оптимальності
Крите́рій оптима́льності (рос. критерий оптимальности; англ. optimum criterion; нім. Optimalitätskriterium n) — основний показник якості роботи системи.
Критерій оптимальності — фундаментальне поняття системи оптимального функціонування об'єктів (машин, процесів, підприємства, галузі, економіки загалом). В економіці, наприклад, критерієм оптимальності може бути максимум прибутку, мінімум трудових затрат, мінімальний час досягнення мети тощо.
Розрізняють критерій оптимальності регулярний і статистичний. Перший залежить від регулярних параметрів і від координат керівної системи та об'єкта керування. Другий застосовують, коли вхідні параметри — випадкові функції.
У системах керування технологічними процесами — числова величина або інтегральний функціонал, що за оптимального керування досягає екстремального значення. Критерієм оптимальності може бути один з показників якості перехідного процесу (скажімо, його тривалість), точність у номінальному режимі, собівартість продукції тощо.
Випадковий характер ряду технологічних і економічних процесів потребує ймовірнісної оцінки ступеня оптимальності керування, тобто зумовлює необхідність введення т. зв. статистичних критеріїв оптимальності.
Синонімічний вираз — критерій оптимального управління (керування) (рос. критерий оптимального управления, англ. optimal control criteria; нім. Kriterien der optimalen Steuerung).
Приклади останніх: критерій мінімуму ймовірності помилкового рішення (Критерій Котельникова або критерій ідеального спостерігача), критерій мінімуму середнього ризику, мінімаксний критерій — мінімуму максимального ризику та інші.
У задачах математичного програмування та економічного оптимального планування — кількісна міра, показник, за допомогою якого визначають ступінь близькості стану системи до оптимального стану. Критерій оптимальності має бути єдиним і вимірюваним.